# Valentina Maceri
Valentina Maceri (* 4. August 1993 in Nürnberg) ist eine ehemalige deutsch-italienische Fußballspielerin sowie heutige Sportjournalistin, Reporterin und Fernsehmoderatorin.

## Privates
Maceri wurde als Tochter italienischer Eltern geboren. Sie wuchs bilingual mit Deutsch und Italienisch als Muttersprachen auf und spricht außerdem Englisch, Französisch und Spanisch. Ihr Vater Ugo Maceri besitzt ein Restaurant in Nürnberg, wo sie als Kellnerin aushalf. Auch ihre Mutter Stefania Pisu-Maceri arbeitet in dem italienischen Lokal. Valentina Maceri wuchs religiös auf. Vor ihrem Umzug 2012 nach Italien schloss sie an der DFB-Elite-Schule des Fußballs in Nürnberg mit Abitur ab.

## Fußballkarriere
Die Nürnbergerin Maceri begann beim Post SV Nürnberg mit dem Fußballspielen, wechselte aber später in die Jugendabteilung des 1. FC Nürnberg. Im Januar 2010 wechselte sie zum damaligen Zweitligisten TSV Crailsheim.
Am 8. August 2010 bestritt sie ihr Pflichtspieldebüt im DFB-Pokal in der ersten Hauptrunde gegen die Frauenfußballmannschaft des SV Dirmingen. Ihr gelang beim 4:0-Auswärtssieg ihr Debüttor. Am 15. August 2010 (1. Spieltag) im Auswärtsspiel gegen den 1. FC Köln machte sie ihr Profidebüt. Ihr erstes Tor erzielte sie eine Woche später. Insgesamt kam die zentrale Mittelfeldspielerin auf 18 Ligaspiele, wo ihr zwei Tore gelangen. In der Saison 2011/12 bestritt sie 19 Ligaspiele (ein Tor) und ein Pokalspiel.
2012 wechselte sie nach Italien zum ASD CF Bardolino. Dort gab sie ihr Debüt in der Champions League bei der 0:2-Auswärtsniederlage gegen den Birmingham City LFC am 26. September 2012. Insgesamt kam sie auf vier Pflichtspiele in der Champions League 2012/13. Nach einem Jahr verließ sie Italien und schloss sich ihrem ehemaligen Jugendverein 1. FC Nürnberg an, um in ihrer Heimatstadt ein Medienstudium – mit dem Ziel, Sportmoderatorin zu werden – zu beginnen. In der Regionalliga Süd bestritt sie vier Ligaspiele, bevor sie ihre Fußballkarriere aufgrund ihrer journalistischen Laufbahn beendete.
Maceri kam für die Nachwuchsauswahlteams des DFB der Altersklassen U-15, U-16, U-17 und U-19 zu Länderspieleinsätzen. Mit der U-16-Nationalelf nahm sie im Jahr 2009 am Turnier um den Nordic-Cup in Schweden teil und gehörte der Startelf an, die das dritte Gruppenspiel mit 6:0 gegen die gleichaltrigen Fußballerinnen Islands gewann.

## Journalismus und Moderation
Nach ihrer Fußballkarriere begann Maceri ein Studium an der Hochschule Mittweida. Von 2014 bis 2017 studierte sie das Fach Kommunikation, das sie mit dem
Bachelor of Applied Science abschloss. Zudem machte sie am Campus M21 in Nürnberg ihren Bachelor of Arts in den Fächern Sport-, Event- und Medienmanagement. Von Januar 2015 bis Juli 2018 war sie als freie Mitarbeiterin beim Sportmagazin Kicker tätig. Außerdem absolvierte Maceri im Rahmen ihres Studiums Praktika bei Sky Sport News und Sport1.
Maceri arbeitete nach ihrem erfolgreichen Studium von September 2018 bis September 2020 beim deutschen Sportsender Sport1. Dort fungierte sie als Co-Moderatorin des Fantalk während Live-Übertragungen der UEFA Champions League und band das Publikum vor Ort als auch die Nutzer der Social-Media-Kanälen in Diskussionen ein. Außerdem war sie im wöchentlichen Format Warm-up – Die Fußballvorschau an der Seite von Moderator Torsten Knippertz zu sehen. Neben ihrer Tätigkeiten bei Sport Bild und Sport1 moderierte sie das Format MEINE 11 – die Playlist der Fußballstars auf Sky Sport News. Heute arbeitet sie in Deutschland und im Ausland als TV- und Eventmoderatorin. Seit der Saison 2023/24 gehört sie zum Moderationsteam der Champions-League-Übertragungen für den Schweizer Pay-TV-Sender BLUE und moderiert regelmäßig die Champions-League-Highlight-Shows für DAZN. Ab 2024 führt sie zusätzlich jeden Sonntag bei WELT TV durch das Talkformat „BILD SPORT“.